# Мининский сельсовет (Красноярский край)
Мининский сельсовет — сельское поселение в Емельяновском районе Красноярского края.
Административный центр — посёлок Минино.

## Население
| 2010 | 2012  | 2013  | 2014  | 2015  | 2016  | 2017  |
| ---- | ----- | ----- | ----- | ----- | ----- | ----- |
| 2526 | ↗2587 | ↗2637 | ↗2669 | ↘2586 | ↘2537 | ↗2571 |

## Состав сельского поселения
В состав сельского поселения входят 3 населённых пункта:
| № | Населённый пункт | Тип населённого пункта          | Население |
| - | ---------------- | ------------------------------- | --------- |
| 1 | Каменный Яр      | посёлок                         | 405       |
| 2 | Минино           | посёлок, административный центр | 1975      |
| 3 | Снежница         | посёлок                         | 146       |

## Местное самоуправление
Мининский сельский Совет депутатов
Дата избрания13.09.2015 . Срок полномочий: 5 лет. Количество депутатов: 10
Глава муниципального образования
- Кольман Иосиф Иосифович. Дата избрания: 30.10.2015. Срок полномочий: 5 лет